# Choapa
Choapa (hiszp. Provincia de Choapa) – prowincja w Chile, w południowej części regionu Coquimbo. Stanowi jedną z trzech prowincji regionu. Siedzibą administracyjną jest miasto Illapel. Funkcję gubernatora pełni Rodolfo Zúñiga Salinas. Prowincja Elqui ma powierzchnię 16 895,1 km², a w 2002 r. zamieszkiwało w niej 81 681 mieszkańców.

## Podział administracyjny
W skład prowincji wchodzą 4 gminy:
- Canela
- Illapel
- Los Vilos
- Salamanca

## Demografia
Zmiana liczby ludności w latach 1992 - 2012 z uwzględnieniem podziału na gminy:
| Gmina     | 1992   | 2002   | zmiana w % | 2012   | zmiana w % |
| --------- | ------ | ------ | ---------- | ------ | ---------- |
| Canela    | 10.319 | 9.420  | -8,7       | 9.143  | -2,9       |
| Illapel   | 29.069 | 30.397 | 4,6        | 30.440 | 0,1        |
| Los Vilos | 15.271 | 17.072 | 11,8       | 18.453 | 8,1        |
| Salamanca | 22.463 | 23.034 | 2,5        | 25.635 | 11,3       |